# Nad Zlatou studánkou
Nad Zlatou studánkou (též jen Zlatá studánka) je laický název pro bezejmenných vrch vysoký 604 m n. m. v Pardubickém kraji. Leží asi 2,5 km zjz. od obce Semanín, vrcholem na katastrálním území obce Janov, severozápadním svahem na území obce Strakov (oba okres Svitavy) a východním svahem na území Semanínu (okres Ústí nad Orlicí).

## Geomorfologické zařazení
Geomorfologicky vrch náleží do celku Svitavská pahorkatina, podcelku Českotřebovská vrchovina, okrsku Kozlovský hřbet a podokrsku Semanínský hřbet.